# Дороті Макгвайр
Дороті Гекетт Макгвайр (англ. Dorothy Hackett McGuire; 14 червня 1916 — 13 вересня 2001) — американська акторка. Номінантка премії «Оскар» в 1947 році.

## Біографія
Дороті Макгвайр народилася 14 червня 1916 року в місті Омаха, штат Небраска. Акторську кар'єру почала з участі в багатьох літніх театрах, а незабаром домоглася успіху і Бродвеї, спочатку як дублерка Марти Скотт у постановці «Наше містечко», а потім у головній ролі в комедії «Клаудія».
На Бродвеї її помітив один з голлівудських продюсерів, після чого почалася кінокар'єра Макгвайр з головної ролі у фільмі «Клаудія» (1943), екранізації бродвейської постановки. Далі були ролі у фільмах «Дерево росте в Брукліні» (1945), «Гвинтові сходи» (1945) і «Джентльменська угода» (1947), за роль в якому вона була номінована на «Оскар» як найкраща акторка.
Також примітними стали її ролі у фільмах «Я хочу тебе» (1951), «Дружнє переконання» (1956) і «Старий брехун» (1957).
Починаючи з 1970-х акторка в основному знімалася на телебаченні. Виконувала ролі в багатьох телевізійних фільмах і серіалах, зокрема в «Молодих і зухвалих», «Човні любові» та «Острові фантазій».
У 1943 році Макгвайр одружилася з фотографом Джоном Свопом. Народила сина Марка та дочку Топо. Шлюб тривав до смерті чоловіка в 1979 році. 
Дороті Макгвайр померла від серцевого нападу 13 вересня 2001 року в Санта-Моніці у віці 85 років.
Її внесок в американську кіноіндустрію відзначений зіркою на Голлівудській алеї слави.

## Вибрана фільмографія
1. 1943: «Клаудія» / Claudia — Клавдія Нотон
2. 1945: «Дерево росте в Брукліні» / A Tree Grows in Brooklyn —  Кеті Нолан
3. 1946: «Гвинтові сходи» / The Spiral Staircase — Хелен
4. 1947: «Джентльменська угода» / Gentleman's Agreement — Кеті Лейсі
5. 1950: «Містер 880» / Mister 880 — Енн Вінслоу
6. 1951: «Я хочу тебе» / I Want You — Ненсі Грір
7. 1954: «Три монети у фонтані» / Three Coins in the Fountain — Міс Френсіс
8. 1956: «Дружнє переконання» / Friendly Persuasion — Еліза Бірдвелл
9. 1957: «Старий брехун» / Old Yeller— Кеті Коутс
10. 1960: «Темрява нагорі сходів» / The Dark at the Top of the Stairs — Кора Флуд
11. 1960: «Швейцарська сім'я Робінзонів» / Swiss Family Robinson — Мати Робінзон
12. 1965: «Найвеличніша історія з коли-небудь розказаних» / The Greatest Story Ever Told — Діва Марія